# EE-9 Cascavel
ENGESA EE-9 Cascavel je brazilské šestikolové lehké průzkumné obrněné vozidlo s pohonem všech kol (6x6). Vyvíjeno a vyráběno bylo brazilskou firmou Engesa od roku 1974 až do konce 20. století. Vozidlo je sestaveno na základech mnoha dílů z ENGESA EE-11 Urutu.

## Uživatelé
- Bolívie – 24
- Brazílie – 409
- Chile – 83-106
- Konžská demokratická republika – ?
- Ekvádor – 32
- Gabon – 12
- Ghana – cca 3
- Irák – 364
- Írán – ?
- Kolumbie – 128
- Kypr – 124
- Libye – 400
- Paraguay – 28
- Surinam – 6
- Togo – 10
- Uruguay – 15
- Zimbabwe – 90